# Assedio di Catanzaro
L'assedio di Catanzaro del 1528 è un episodio della Guerra della Lega di Cognac.
In quell'anno, infatti, il maresciallo Odet de Foix, conte di Lautrec, fu incaricato dal re Francesco I di conquistare la città al Regno di Francia. Inviò perciò in Calabria due contingenti, al comando di Simone Tebaldi e di Francesco di Loria. Sotto le loro insegne militavano inoltre diversi nobili calabresi e pugliesi, le cui forze raggiungevano circa i trentacinquemila effettivi. Il viceré della Calabria Ulteriore, Pedro de Alarcón y Mendoza, con undicimila uomini forniti dai nobili rimasti fedeli alla corona, organizzò la difesa della provincia eleggendone il capoluogo, Catanzaro, a piazza d'armi.
La città venne invano assediata per settimane, nonostante la netta inferiorità numerica, i catanzaresi resistettero eroicamente fino al 28 agosto 1528. Dopo la vittoria, l'imperatore Carlo V concedette alla città il diritto di utilizzare come suo simbolo l'aquila imperiale, recante sul petto uno scudo rappresentante i tre colli della città sormontati da una corona, e reggente col becco un nastro azzurro col motto Sanguinis Effusione. Nello stesso periodo a Catanzaro fu concessa l'esenzione dai tributi regi e la facoltà di battere moneta, del valore di un carlino. Le monete provenienti da Catanzaro recavano su una faccia la scritta "OBSESSO CATHANZARIO" e sull'altra "CAROLVS IMP".